# BMW 8 Серії (G15)
BMW 8 серії (внутрішнє позначення: G14 — кабріолет, G15 — купе, G16 — чотирьохдверне купе) — друге покоління автомобілів 8 серії компанії BMW.

## Опис

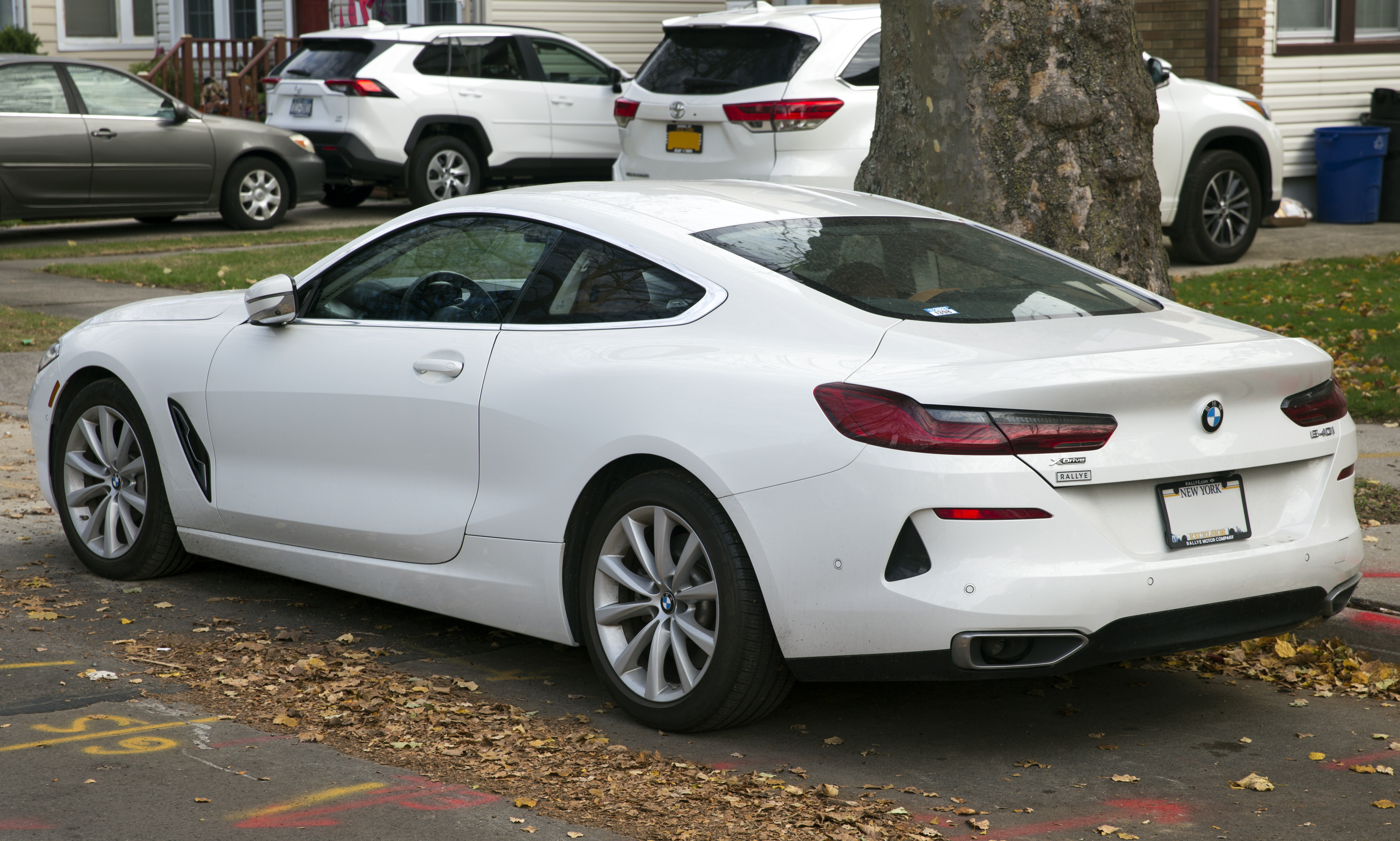
BMW 840d (G15)

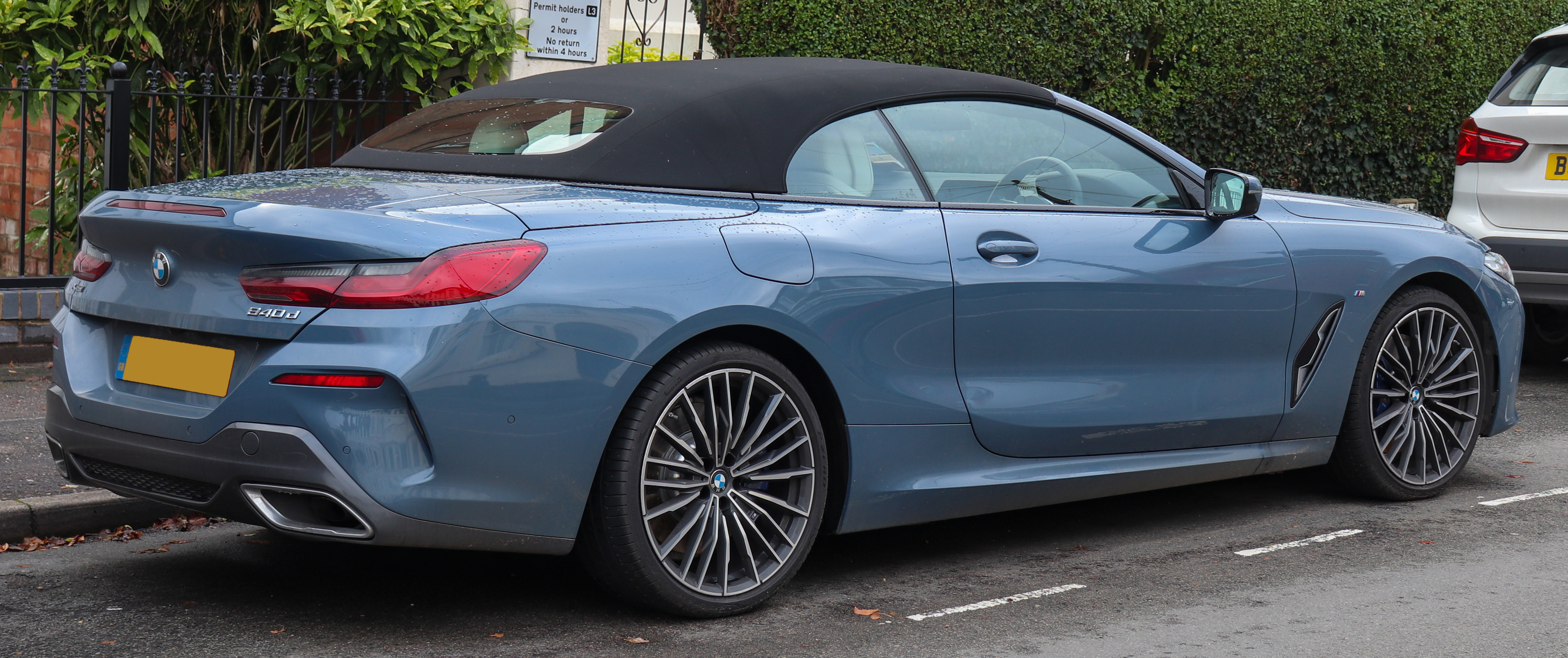
BMW 840d xDrive (G14)

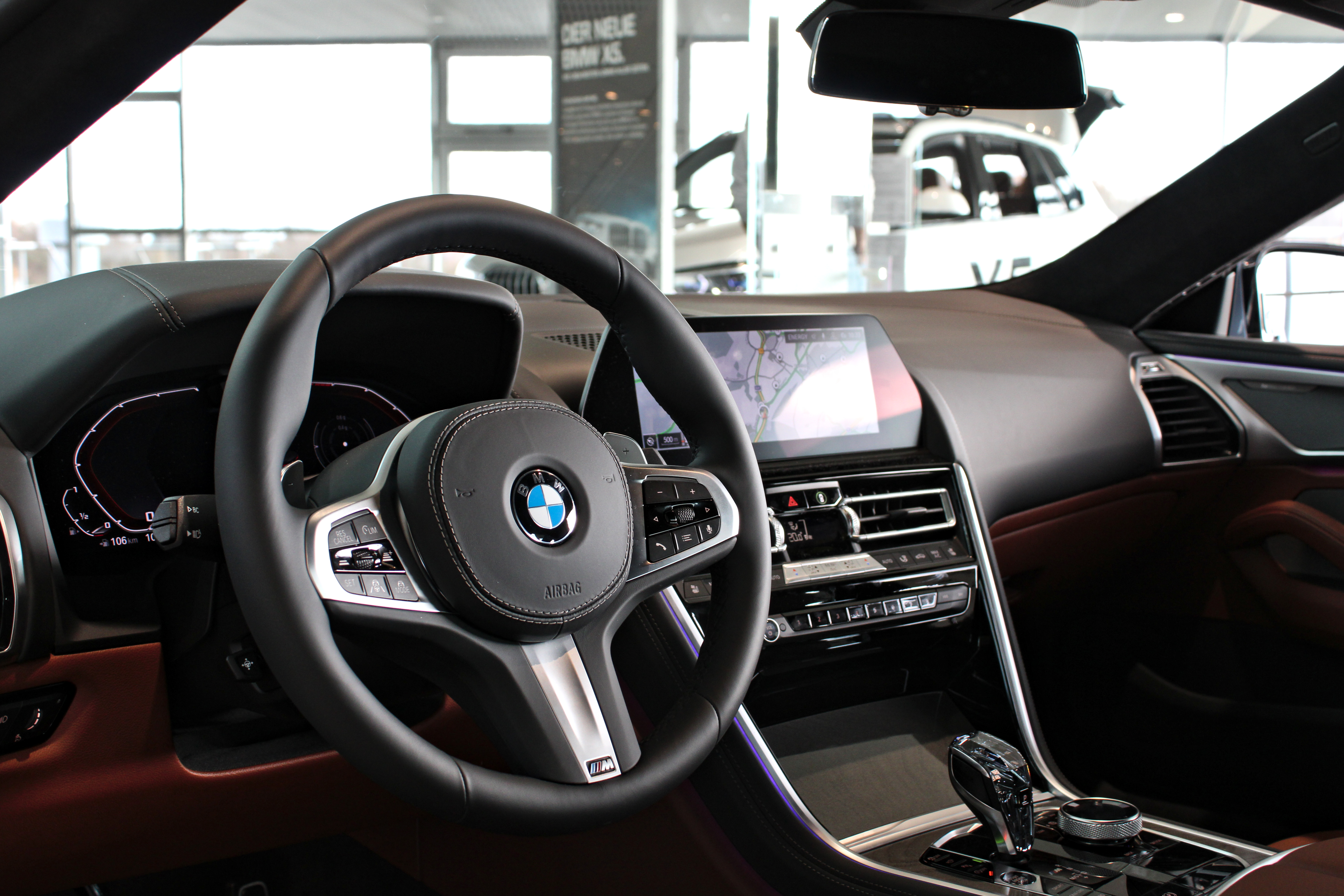
BMW 8 Series

26 травня 2017 року на престижному заході Concorso d'Eleganza Villa d'Este німці показали концепт-кар BMW Concept 8 Series. Дебют серійної BMW 8 серії другого покоління (заводський індекс G15 для версії купе і G14 для кабріолета) відбулося у Франкфурті восени 2017 року. Виробництво купе G15 налагодили в Дінгольфінзі, де складають сьому серію. На ринок купе вийшло в листопаді 2018 року. В 2019 році клієнтам запропонували кабріолети.
В основу моделі лягла модульна платформа CLAR. Довжина купе перевищить п'ять метрів, колісна база лише трохи не дотягне до трьох метрів. Конструкція кузова складається з високоміцної сталі, алюмінієвих сплавів і вуглеволокна. Автомобіль отримав наступні модифікації  840d, 840i, M850,  M8/M8 Competition.
У списку опцій для купе входить повний привід, «пробковий» автопілот, повнокероване шасі і активний задній диференціал.
BMW M8 отримала безальтернативний повний привід M xDrive від BMW M5.
В список стандартного обладнання входить: система автоматичного гальмування, мультимедійний комплекс iDrive 7.0 з сенсорним дисплеєм діагоналлю 10,25 дюйма, навігацією, виходом в Інтернет і програмами Microsoft Office 365 і Skype, віртуальна панель приладів, проєкція на лобове скло і світлодіодні фари. У списку опцій - комплекс активної безпеки з задатками автопілота, автопаркувальник, що не вимагає наявності водія за кермом, і аудіосистема Bowers & Wilkins потужністю лютого 1375 Вт.
За замовчуванням в восьмий серії - шкіряна обробка салону (Merino) і крісел (Vernasca), електричні регулювання і вентиляція сидінь.

## Gran Coupé (G16)

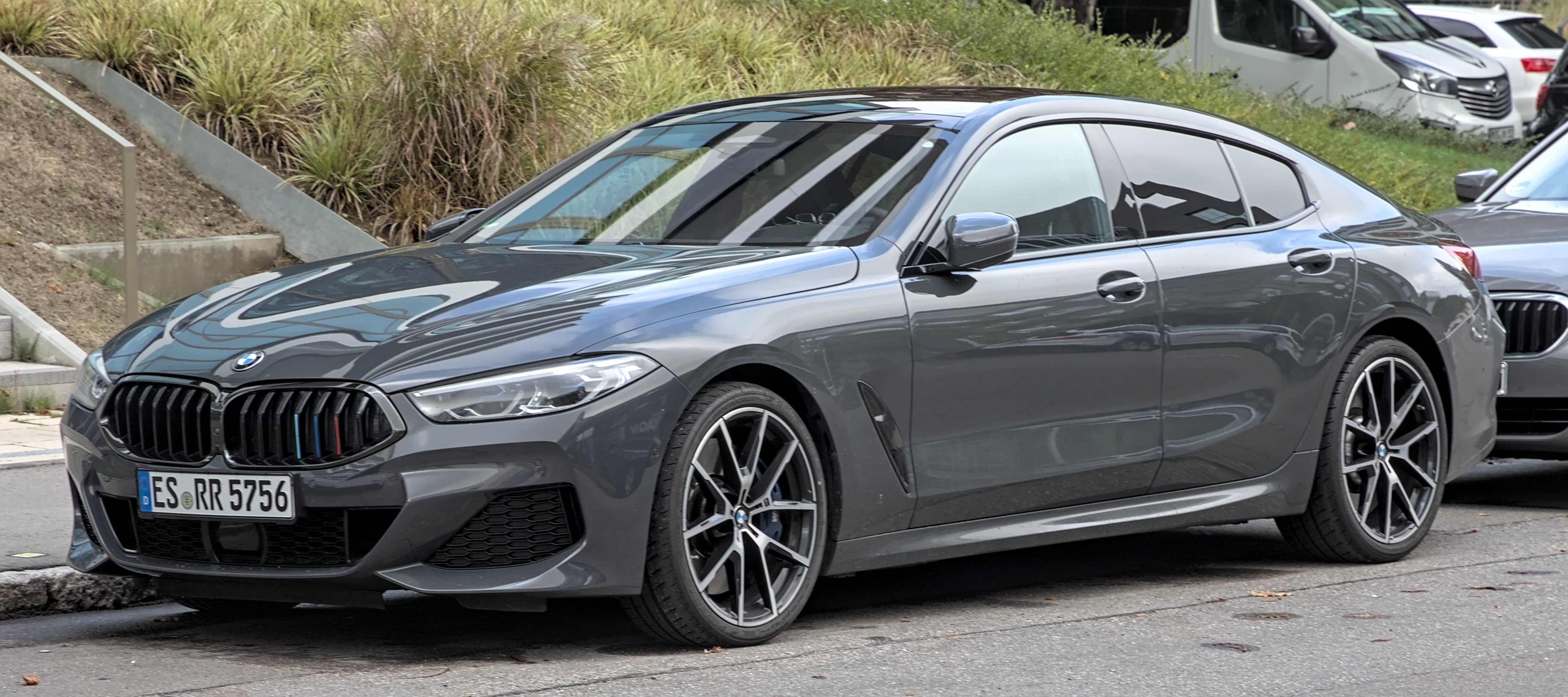
BMW 840d xDrive Gran Coupé (G16)

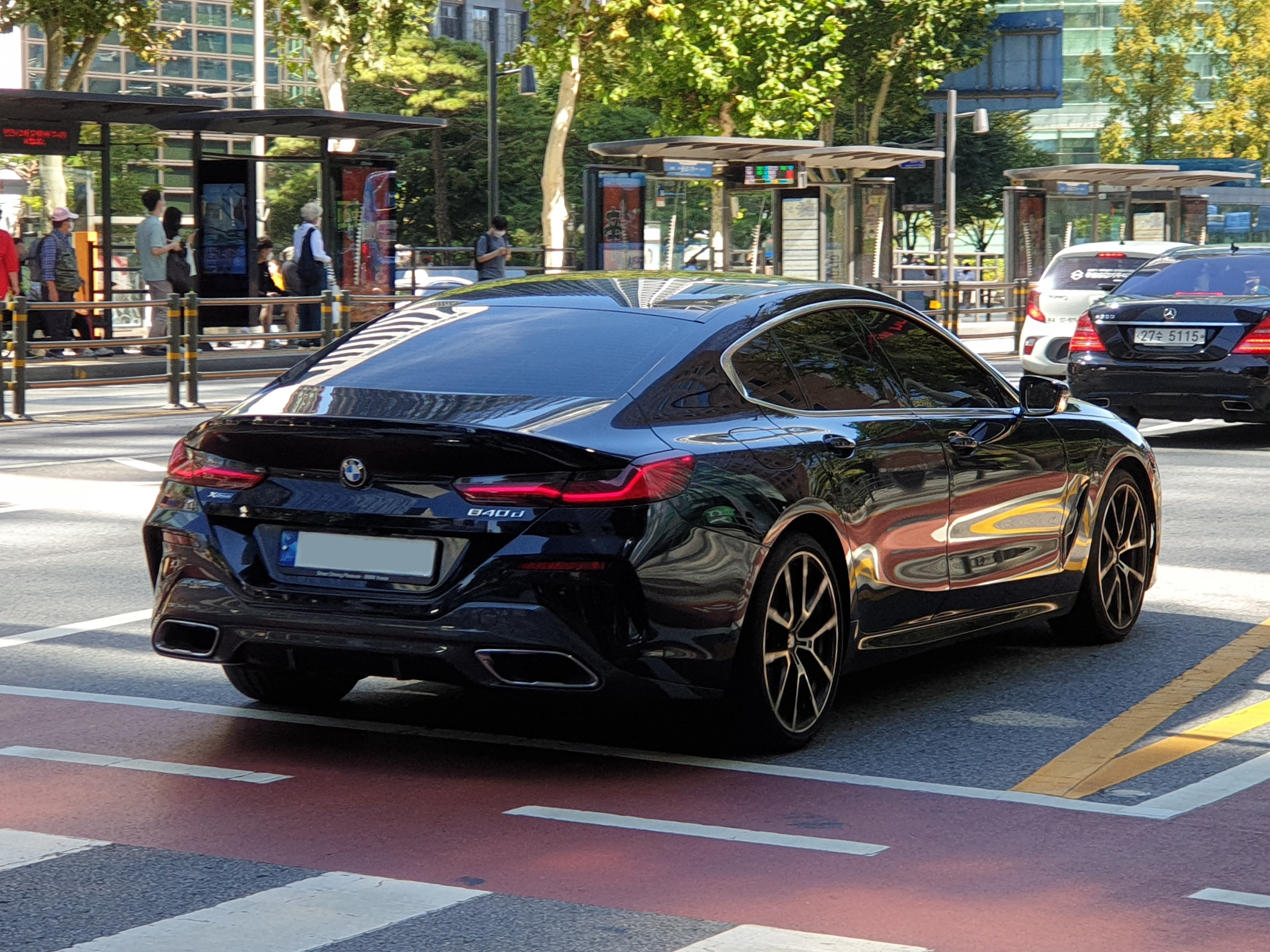
BMW 840d xDrive Gran Coupé (G16)

В 2019 році дебютував спортивний купеподібний седан під назвою 8 Gran Coupe, концепт якого представлений на автосалоні в Женеві в березні 2018 року під назвою BMW Concept M8 Gran Coupe.
Автомобіль складає конкуренцію Audi A7 і Mercedes-AMG GT 4.

## Двигуни
- BMW 840d 3.0 л B57D30 І6 (320 к.с., 680 Нм)
- BMW 840i 3.0 л B58B30 І6 (340 к.с., 500 Нм)
- BMW M850i 4.4 л N63B44TU3 V8 (530 к.с., 750 Нм)
- BMW M8 4.4 л S63B44Tx V8 (600 к.с., 750 Нм)
- BMW M8 Competition 4.4 л S63B44Tx V8 (625 к.с., 750 Нм)

### Технічні характеристики
Базовим є 3.0-літровий 6-циліндровий турбодвигун на 340 к.с. і 500 Нм моделі 840i 2020 року. Пару йому складає 8-ступінчаста АКПП. Привід стандартно на задні колеса. Вага автомобіля 1.933 кг. До сотні розгін відбувається за 5.2 секунд. Витрата пального перебуває на рівні 9.3 л/100км у міському, 6.5 л/100км у заміському  і 7.5 л/100км у змішаному циклах. Повний привід xDrive пропонується як опція, з ним автомобіль до 100 км/год розганяється за 4.9 секунди, витрачаючи 9.8 л/100км у місті, 6.7 л/100км за його межами і 7.8 л/100км у середньому. Моделі M850i xDrive отримали 4.4-літровий V8 турбодвигун на 530 к.с. і 750 Нм. Компонується він тією самою трансмісією, привід стандартно повний. Розгін за 3.9 секунди. Показник витрати пального перебуває на рівні 13.9 л/100км у міському, 7.8 л/100км у заміському і 10.0 л/100км у змішаному циклах. Як альтернатива представлений 3.0-літровий шестициліндровий турбодвигун на 320 кінських сил і 680 Нм, які допомагають сотні досягти за 5.1 секунд, витративши не більше, ніж 6.3 л/100км у змішаному циклі. Новинками стали моделі M8 і M8 Competition. Перша постачається з 4.4-літровим V8 турбодвигуном на 600 кінських сил і 750 Нм. Привід стандартно повний. Сотня досягається за 3.3 секунди, витрата пального зупинилася на відмітці 8.1 л/100км у змішаному циклі. Нова BMW M8 Competition готова вражати 625 к.с. з тим самим двигуном. Розженеться вона за 3.2 секунди при витраті пального 10.7 л/100км у змішаному циклі. Як видно з показників, усі 8 Series дуже спритні. На додачу автомобілі мають відмінні режими управління, які помітно змінюють його натуру. У режимі «Comfort» можна насолодитися розміреною, комфортною поїздкою, в той час як режими «Sport» і «Sport+» зроблять динаміку більш захоплюючою.
BMW змінив 8 серію для 2021 модельного року. Виробник додав до списку стандартних функций попередження про виїзд зі смуги руху та прибрав з доступного оснащення систему нічного бачення. BMW припинив випуск 8 серії в кузові купе та кабріолет.